# Uwe Langnickel
Uwe Langnickel (* 4. Juni 1945 in Lünen/Westfalen) ist ein deutscher Künstler und Kunsterzieher.

## Leben

### Kindheit und Jugend
Nachdem seine Mutter 1947, als er erst zwei Jahre alt war, nach Schweden auswanderte, durchlebte er seine frühe Kindheit in Heimen, Waisenhäusern und Pflegefamilien. Erst nach sieben Jahren kam er 1954 in geregelte Familienverhältnisse bei einer Pflegemutter in Bochum. Nach der Schule absolvierte er eine kaufmännische Lehre mit Abschluss und Werbepraktikum. 1962 begegnete er erstmals in Schweden seiner Mutter und den Halbbrüdern Henry und Anders.

### Studium
1965 belegte er Zeichenkurse an der Folkwangschule Essen. Anschließend studierte er drei Semester Grafik an der Werkkunstschule Dortmund. Von 1967 bis 1970 studierte er am Pädagogischen Fachinstitut Dortmund Kunsterziehung und Werken mit Kunstgeschichte. 1970 begann er ein Lehramtsstudium an der Staatlichen Kunstakademie Düsseldorf, das er 1978 mit dem 2. Staatsexamen abschloss. 1975/76 hatte er einen Lehrauftrag für Kunstpädagogik an der Staatlichen Kunstakademie Düsseldorf.

### Berufliche und künstlerische Karriere
Nach dem Studium begann seine ausgedehnte Reisetätigkeit durch viele Länder Europas, die zahlreiche Themenfelder eröffnete, wie Motive in Griechenland, Kreta, Normandie, Schweden, Venedig.
1975 hatte er erste Ausstellungen in Rheinland-Pfalz und in Nordrhein-Westfalen. 1976 mitbegründete er die Galerie im Uhrturm Dierdorf. 1977 heiratete er die Künstlerin Eva Nicolay. Ein gemeinsamer Hausbau mit dem Bildhauer Karl Bobek begann in Maroth/Westerwald. Von 1978 bis 2010 unterrichtete er das Fach Kunst am Martin-Butzer-Gymnasium Dierdorf. 1980 lernte er Ursula Burgard kennen, mit der er sich vermählte. In seinem Haus in Dierdorf-Elgert richtete er ein Atelier mit Galerie ein. 1990 trennten sie sich, sind jedoch seit 2014 wieder zusammen. 1996 heiratete er Gabi van Roje, 1997 wurde die gemeinsame Tochter Louisa geboren, doch 2005 trennten beide sich.
Nach seiner Pensionierung 2010 gründete er in Elgert eine Malschule.

## Werke (Auswahl)
- 1996: Wandgestaltung in Berlin-Pankow mit „7 Stationen zur Demokratie“[5].

|  |

- 2004: Malerei auf Großplastiken (Pfau in Neuwied und Gelber Engel ADAC).
- 2010: Gemeinsame Herausgabe des Buches „Altwied“ mit dem Architekten Klaus Georg und gleichzeitige Ausstellung in Stadtgalerie Mennonitenkirche.
- 2019: Lichtwand und Ausstellung: Dierdorfer Motive (Westerwald Bank Dierdorf).

## Ausstellungen (Auswahl)

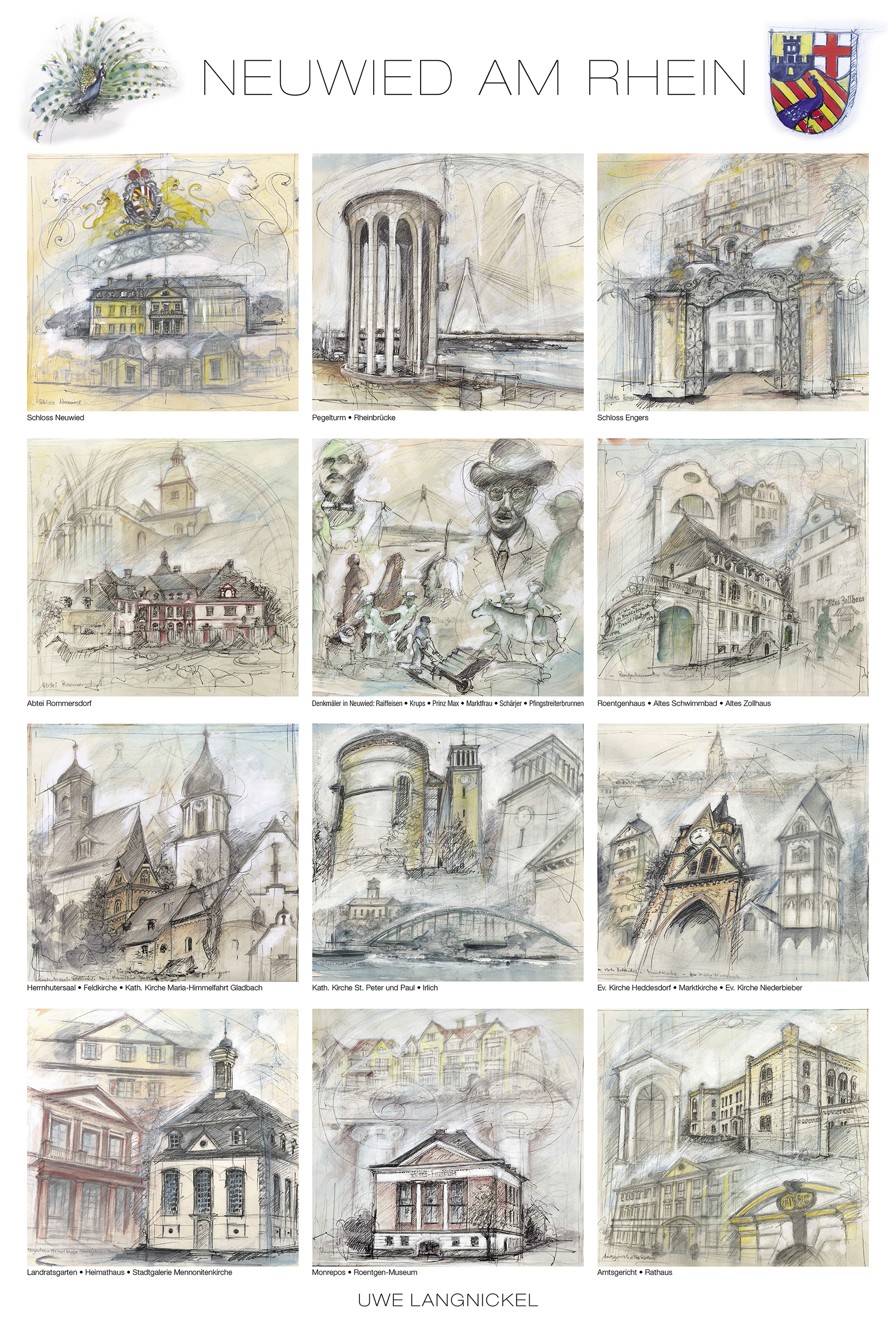
Poster Neuwied am Rhein, 12 Ansichten

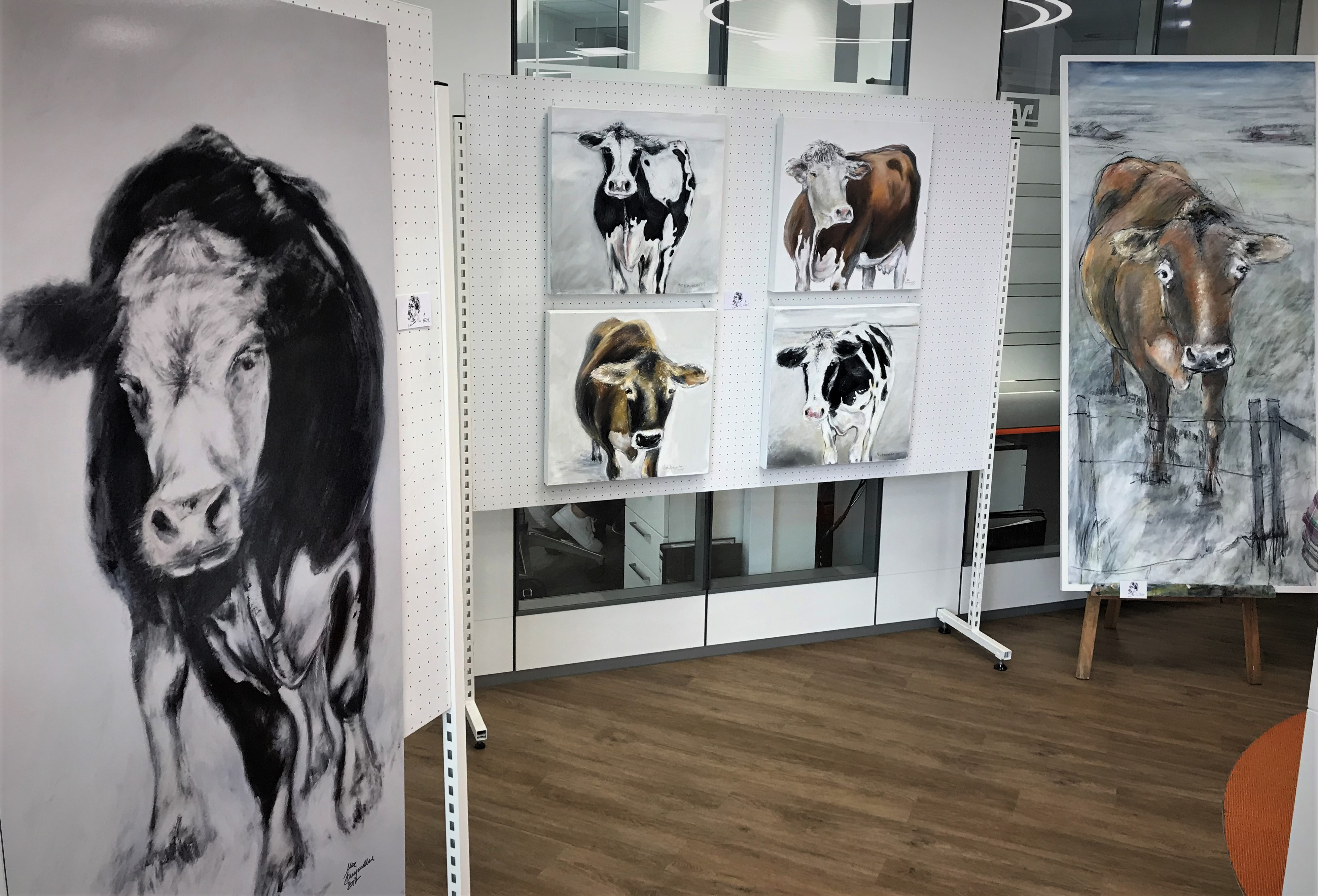
Ausstellung Kühe in Dierdorf

1996: Ausstellungen in Bad Bergzabern, Oberstaufen, Birkenfeld, Neuwied,

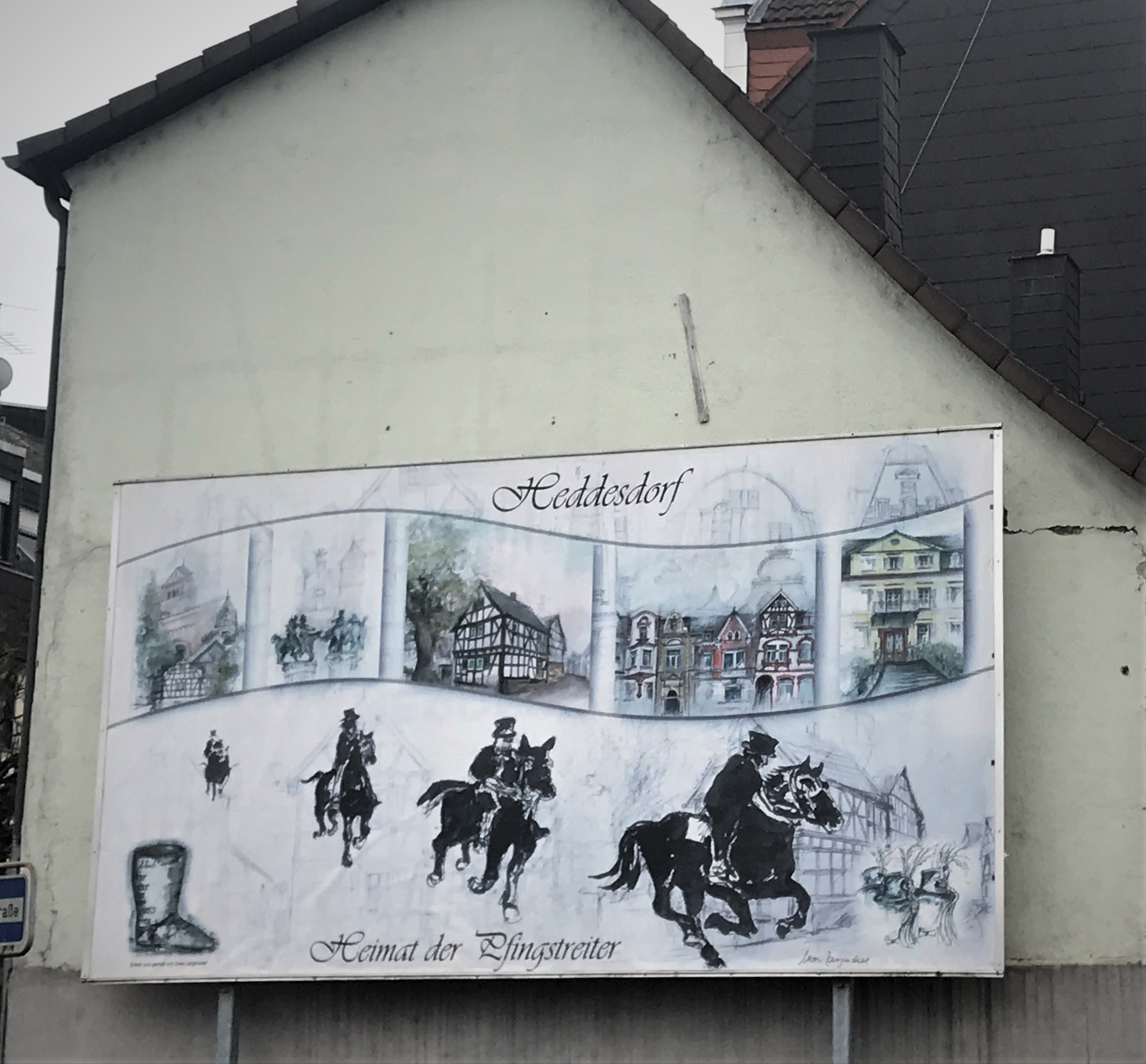
Pfingstreiter in Heddesdorfer Straße

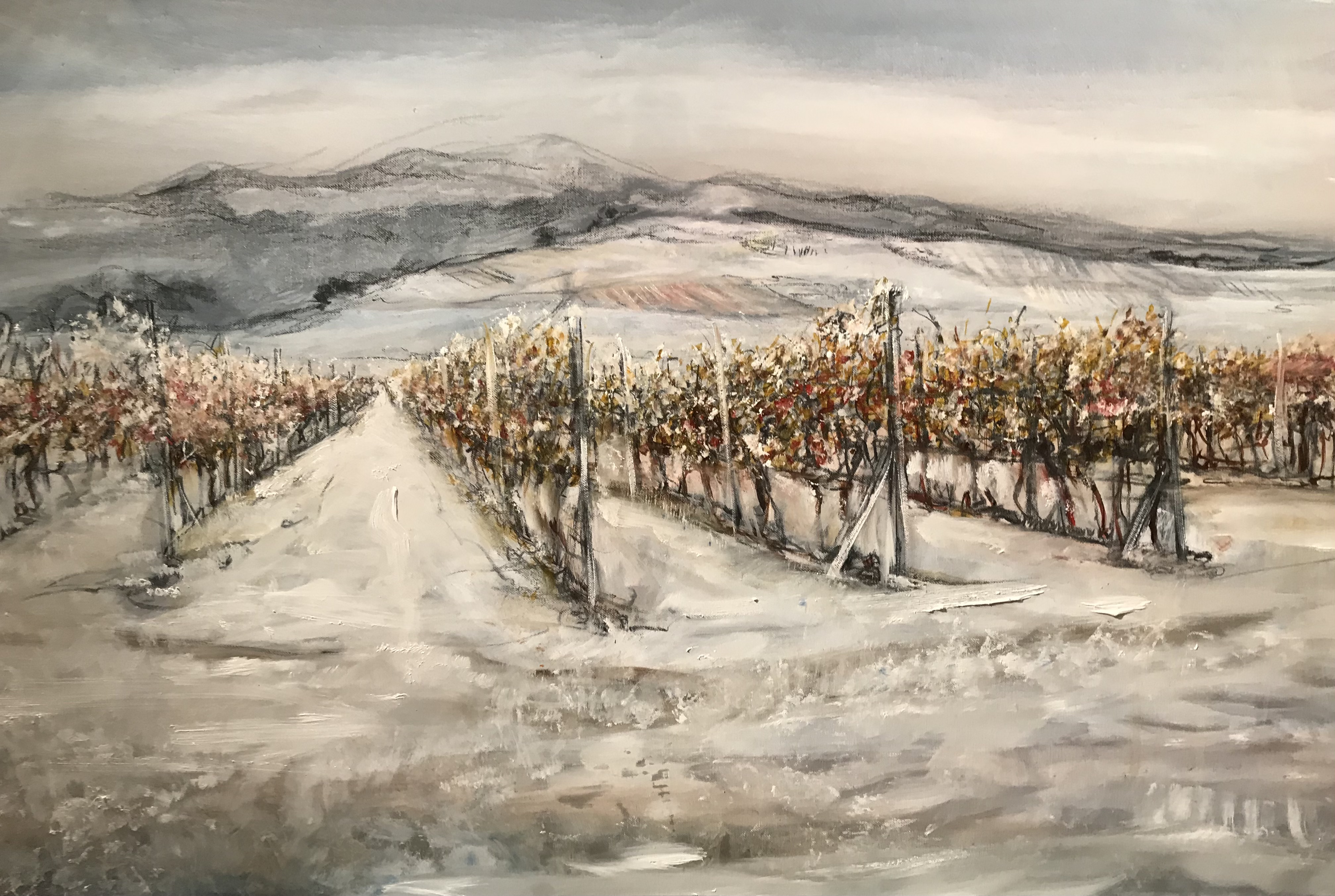
Winter in der Pfalz 2021, Öl auf Leinwand

2000: Neuwied „Architektur in der Stadt“, Demokratiebilder: Erfurt (Landtag), Mainz (Landtag), Dijon (Haus Rheinland-Pfalz) und Neuwied. Mehrere Themenausstellungen „Venedig“ in eigener Hausgalerie. Wettbewerbe der Stadt Neuwied. 2005: Große Ausstellung zum 60. Geburtstag in Neuwied (Stadtgalerie in der Mennonitenkirche). Herausgabe des Buches Architekt“o”uren im Kreis Neuwied mit Ausstellung in der Sparkasse Neuwied. Reisen nach Italien, Lanzarote, Schweden, Belgien, Holland (Texel). 2011 Architektur, 2012 Sylt, 2013 Anfertigung eines neuen Stadtplakates für Neuwied zum Rheinland-Pfalz-Tag. Weitere Einzelausstellungen: VR Bank Neuwied, Heddesdorfer Motive, Neuwied Weinhaus Adams; Venedig; 2014 Motive zum Neuwieder Plakat, Griechenland, 2015 Willy-Brandt-Forum in Unkel „Stationen der Demokratie“, Krotoszyn Polen (Partnerstadt Dierdorf), Neuwied „Zum 70. Geburtstag“ im Roentgen-Museum „50 Jahre Kunstschaffen“, Dierdorf Galerie im Uhrturm „Uwe Langnickel und Malerfreunde“, Ausklang Hausgalerie Elgert. 2015–2018: Hausgalerie, Tage der offenen Tür (jährlich); Sylt: Impressionen der Insel in der Hapimag-Anlage Hörnum; Beteiligungen: BBK Fotos vom Atelier (Mainz und Berlin), Jahresausstellung Roentgen-Museum Neuwied; Ausstellung: Andernach und Highlights der Region (im alten Rathaus Andernach); Beteiligung: Künstler der Villa Streccius Landau.

## Auszeichnungen
- 2004: Verleihung der Verdienstmedaille des Landes Rheinland-Pfalz.[17]
- 2016: Kommunaler Kulturpreis[17] für 20 Jahre Galerie- und Kulturarbeit in Dierdorf (mit den Galerie-Initiatoren).